# Feminist Sweepstakes
„Feminist Sweepststakes” – drugi album studyjny amerykańskiej grupy Le Tigre, wydany 16 października 2001 roku.
Jest to pierwszy krążek stworzony z JD Samsonem.

## Stylistyka albumu
Tematyka i zamysł artystyczny jest utrzymany w charakterystycznej dla zespołu tematyki feminizmu, walki o równość osób LGBT. Tytuł albumu został wyjaśniony przez JD Samson:

Wpadliśmy na pomysł, gdy zastanawialiśmy się jak powinien wyglądać feministyczny koszyk wielkanocny. Zaczęliśmy planować koszyk pełen dobroci, które będą nagrodą dla niczego nie podejrzewającego kupującego płytę. Niedługo potem po analizowaniu słowa "Sweepstakes", sprawdziłyśmy jego znaczenie w słowniku, gdzie odnalazłyśmy natychmiastową satysfakcję. "Sweepstakes" to konkurs, w którym uczestnicy składają się (finansowo, lub rzeczowo) na nagrodę dla zwycięzcy. Dla nas oznacza to tyle, że jako feministki, jako jednostki, dzielimy się własnością z resztą społeczności, dzięki czemu każda osoba korzysta ze swoistej siły feminizmu. A po drugie - każda piosenka staje się nagrodą dla uczestniczącego lub wygrywającego słuchacza

## Lista utworów
| Nr  | Tytuł utworu                                  | Długość |
| --- | --------------------------------------------- | ------- |
| 1.  | „Lt Tour Theme”                               | 2:47    |
| 2.  | „Shred A”                                     | 2:46    |
| 3.  | „Fake French”                                 | 2:53    |
| 4.  | „F.Y.R.”                                      | 3:15    |
| 5.  | „On Guard”                                    | 3:30    |
| 6.  | „Much Finer”                                  | 2:33    |
| 7.  | „Dyke March 2001”                             | 4:37    |
| 8.  | „Tres Bien”                                   | 3:08    |
| 9.  | „Well Well Well”                              | 4:19    |
| 10. | „T.G.I.F.”                                    | 3:18    |
| 11. | „My Art!!”                                    | 2:01    |
| 12. | „Cry For Everything Bad That's Ever Happened” | 3:10    |
| 13. | „Keep On Livin'”                              | 3:10    |
|     |                                               | 41:27   |